# Leucoloma perrieri
Leucoloma perrieri är en bladmossart som beskrevs av Thériot 1932. Leucoloma perrieri ingår i släktet Leucoloma och familjen Dicranaceae. Inga underarter finns listade i Catalogue of Life.